# Dead Memories
Singles de Slipknot
Psychosocial
(2008) Sulfur
(2008)
Dead Memories est une chanson du groupe de nu metal Slipknot, et troisième single extrait de leur quatrième album All Hope Is Gone commercialisé le 1er décembre 2008. Un clip vidéo du single est réalisé par P. R. Brown et Shawn Crahan, et diffusé dans l'émission Headbangers Ball sur MTV le 25 octobre 2008.

## Clip vidéo
Le clip vidéo de Dead Memories est réalisé par P. R. Brown. Le 30 septembre 2008, le label du groupe, Roadrunner Records, met en ligne un extrait de 15 secondes sur YouTube, présentant le chanteur Corey Taylor dans ce qui apparaît être une pierre tombale. La vidéo est diffusée pour la première fois au Headbangers Ball sur la chaîne américaine MTV le 25 octobre 2008, lors du 20e anniversaire de l'émission.

## Accueil
Pour sa critique de l'album All Hope Is Gone, Dead Memories est remarquée pour sa mélodie et son accessibilité. Sur Blabbermouth, Ryan Ogle explique que la chanson représente la diversité de Slipknot, et une « belle composition mélodieuse. » Le rédacteur de Total Guitar, Nick Cracknell, compare Dead Memories aux chansons d'Alice in Chains. Dan Martin du Guardian la compare à Enter Sandman de Metallica et en dit même qu'« elle est tellement écoutable qu'elle en est presque conventionnelle. » Cependant, Jim Kaz du site IGN explique que la chanson se détourne de l'intensité de l'album : « C'est à ce stade que le groupe perd un petit peu d'élan. » Du même avis, Ogle de Blabbermouth explique qu'il s'agit d'une chanson qui « manque de cette étincelle permettant au reste du disque de nous chauffer le cul. »

## Liste des titres
Promo
1. Dead Memories (full original version) – 3:41
2. Dead Memories (full length alternative version) – 4:00
3. Dead Memories (radio edit) – 4:28

CD Single Dead Memories (Chris Lord-Alge mix)
1. Dead Memories (Chris Lord-Alge mix) – 3:58

## Classements
| Classements (2008)                   | Meilleure position |
| ------------------------------------ | ------------------ |
| U.S. Billboard Alternative Songs     | 19                 |
| U.S. Billboard Mainstream Rock Songs | 3                  |
| U.S. Active Rock                     | 1                  |
| U.S. Billboard Rock Songs            | 25                 |
| USA Airplay Top 100                  | 93                 |